# Diana i Akteon (obraz Tycjana)
Diana i Akteon – obraz namalowany w latach 1556–1559 jako jeden z cyklu obrazów o tematyce mitologicznej przez włoskiego malarza renesansowego, Tycjana. Dzieło znajduje się na przemian co pięć lat w zbiorach National Gallery of Scotland i National Gallery w Londynie.

## Opis obrazu
Diana i Akteon było jednym z siedmiu dzieł wchodzących w skład cyklu obrazów poruszających tematykę mitologiczną. Temat obrazu został zaczerpnięty z dzieła Metamorfozy Owidiusza. Historia opowiada o Akteonie, który zaskakuje boginię Dianę i jej towarzyszki podczas kąpieli. Czyn ten rozgniewał boginię łowów, która zamieniła Akteona w jelenia, którego później rozszarpały jego własne psy. Motyw późniejszy został przedstawiony przez Tycjana na obrazie Śmierć Akteona.
Malarz ukazał scenę kąpieli kobiet na tle motywów architektonicznych i jednocześnie pod gołym niebem. Diana siedzi po prawej stronie. Jej stopy są osuszane przez jedną ze służących, a inna, czarnoskóra kobieta próbuje ją zasłonić przed mężczyzną. Kompozycja kolorystyczna obrazu jest zapowiedzią późniejszych kompozycji: wyrazista czerwień na zasłonie czy błękit horyzontu kontrastuje z sąsiadującymi złamanymi tonami brązu i szarości.

## Historia obrazu
Po ukończeniu dzieła Tycjan, wraz z innym płótnem Diana i Kallisto, podarował je hiszpańskiemu królowi Filipowi II. W kolekcjach królewskich dzieło było do 1704 roku, kiedy to Filip V Hiszpański podarował je ambasadorowi francuskiemu. Wkrótce potem obraz został nabyty przez Filip II Burbona-Orleańskiego do jego biblioteki. Po rewolucji francuskiej zbiory księcia orleańskiego zostały w 1791 roku sprzedane do Brukseli przez Ludwika Filipa Orleańskiego na dwa lata przed jego zgilotynowaniem. Wkrótce, w 1798 roku, obraz został wystawiony na londyńskiej aukcji. Dzieło zostało nabyte przez Francisa Egertona, 3 księcia Bridgewater. Po śmierci księcia jego majątek został odziedziczony przez George Granville’a księcia Sutherland. Obrazy zostały wystawione w jego domu w Londynie. Podczas II wojny światowej kolekcja dzieł została przewieziona do Szkocji, gdzie przez wiele lat były wystawiane w National Gallery of Szkocji, w Edynburgu. W 2008 roku obraz wraz z innym dziełem Tycjana Diana i Kallisto zostało wystawione na licytację za łączna sumę 100 mln funtów. Dzieła postanowiły zakupić wspólnie dwie galerie National Gallery of Scotland i National Gallery w Londynie. Obecnie obrazy są wystawiane w tych galeriach przez pięć lat na przemian.
Tycjan w 1559 roku namalował Śmierć Akteona (179 × 198 cm, Londyn National Gallery), który uważany jest za kontynuację cyklu obrazów mitologicznych. Motyw Diany i Akteona był podejmowany przez kilku malarzy, m.in. scenę malowali: Jacob Jordaens, Rembrandt Diana z Akteonem i Kallisto (1634, olej, płótno, 73,5 × 93,5 cm. Museum Wasserburg Anholt), czy Jan Brueghel Starszy i Jacob de Backer, Diana i Akteon (ok. 1595, olej, 26,6 × 36,2 cm. Johnny van Haeften Ltd., Londyn).